# Ferry Akebono (Schiff, 2008)
Die Ferry Akebono (フェリーあけぼの) ist ein 2008 in Dienst gestelltes Fährschiff der japanischen Reederei A-Line Ferry. Sie steht auf der Strecke von Kagoshima nach Amami-Ōshima, Tokunoshima, Okinoerabu-jima, Yoronjima und Naha im Einsatz.

## Geschichte
Die Ferry Akebono wurde am 19. Juli 2007 unter der Baunummer 1129 in der Werft von Mitsubishi Heavy Industries in Shimonoseki auf Kiel gelegt und lief am 7. Februar 2008 vom Stapel. Nach der Ablieferung an A-Line Ferry 30. Juni 2008 nahm sie am 5. Juli 2008 den Fährdienst von Kagoshima nach Amami-Ōshima, Tokunoshima, Okinoerabu-jima, Yoronjima und Naha auf. Zusammen mit dem 2012 in Dienst gestellten Schwesterschiff Ferry Naminoue wird im Wechsel alle zwei Tage eine Überfahrt auf der Strecke angeboten. Eine einfache Fahrt auf der kompletten Route dauert etwa 25,5 Stunden. Die Ferry Akebono ist das zweite Schiff dieses Namens. Ihre Vorgängerin stand von 1989 bis 2003 im Einsatz.

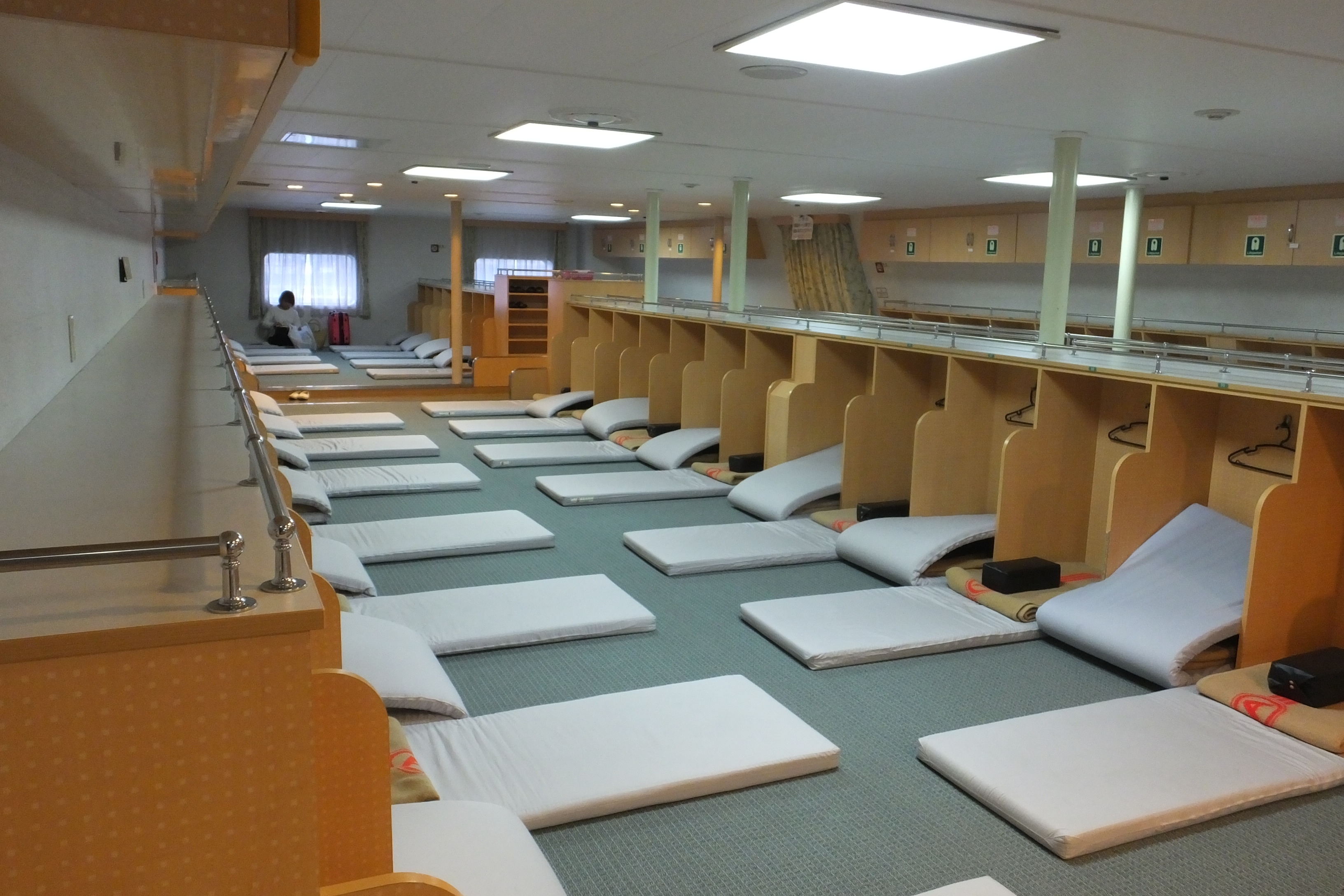
Ein Schlafsaal der zweiten Klasse

Die Ferry Akebono kann bis zu 682 Passagiere befördern. Ihre Passagiereinrichtungen sind barrierefrei und können daher auch von Menschen mit körperlichen Beeinträchtigungen genutzt werden. Hierzu gehören neben behindertengerechten Toiletten und Kabinen auch Aufzüge und rollstuhlgerechte Rolltreppen. Zu der Bordeinrichtung zählen ein Restaurant, eine Lounge, ein Raucherraum, ein Ruheraum sowie ein Bordgeschäft. Die Passagiere sind in zwei Klassen untergebracht und können zwischen Schlafsälen, Gemeinschaftskabinen oder Privatkabinen in verschiedenen Größen im japanischen sowie westlichen Einrichtungsstil wählen.